# ASN Nigelec
El ASN Nigelec (Association sportive nationale de la Nigelec) es un equipo de fútbol de Níger que milita en la Primera División de Níger, la liga de fútbol más importante del país.

## Historia
Fue fundado en la capital Niamey y es el equipo que representa a la empresa estatal NIGELEC, la cual es la compañía de luz de Níger. Como equipo de fútbol ha pasado la mayor parte de su historia en el anonimato, hasta que en la temporada 2012/13 consiguieron su primer logro importante, ganar la Copa de Níger luego de vencer en la final al Akokana FC 1-0.
A nivel internacional han participado en un torneo continental, en la Copa Confederación de la CAF 2014, en la cual fueron eliminados en la ronda preliminar al CS Constantine de Argelia.

## Palmarés
- Primera División de Níger: 1

2021-22
- Copa de Níger: 2

2013, 2025
- Supercopa de Níger: 0
  - Finalista: 1

2013

## Participación en competiciones de la CAF
| Temporada | Torneo                       | Ronda      | Club           | Casa | Visita | Global |
| --------- | ---------------------------- | ---------- | -------------- | ---- | ------ | ------ |
| 2014      | Copa Confederación de la CAF | Preliminar | CS Constantine | 2-0  | 1-4    | 3-4    |